# Prossedi
Prossedi (Prùssedi en dialecte local) és un comune (municipi) de la província de Latina, a la regió italiana del Laci, situat a uns 80 km al sud-est de Roma i a uns 30 km a l'est de Latina.
El poble va ser fundat per refugiats a partir de la destrucció de Priverno al segle VII. Va ser una possessió de diverses famílies baronials, entre d'altres la dels Chigi i la dels Conti.
El lloc d'interès més destacable és l'església romànica de San Nicola.
Prossedi limita amb els següents municipis: Maenza, Roccasecca dei Volsci, Priverno, Amaseno, Villa Santo Stefano i Giuliano di Roma.
A 1 de gener de 2019 tenia 1.206 habitants.